# 宿苞石仙桃
宿苞石仙桃（学名：Pholidota imbricata）为兰科石仙桃属下的一个种，分佈於南亞、東南亞、華南、美拉尼西亞和昆士蘭。